# Синюха (Вільшанська селищна громада)
Синю́ха — село в Україні, у Вільшанській селищній громаді Голованівського району Кіровоградської області. Населення становить 217 осіб. 
На схід від села розташований Чорноташлицький заказник.

## Населення
Згідно з переписом УРСР 1989 року чисельність наявного населення села становила 216 осіб, з яких 104 чоловіки та 112 жінок.
За переписом населення України 2001 року в селі мешкало 217 осіб.

### Мова
Розподіл населення за рідною мовою за даними перепису 2001 року:
| Мова       | Відсоток |
| ---------- | -------- |
| українська | 94,47 %  |
| російська  | 5,07 %   |
| білоруська | 0,46 %   |